# Claude Déruet
Claude Déruet, né vers 1588 à Nancy où il est mort le 20 octobre 1660, est un peintre lorrain issu du maniérisme tardif.

## Patronyme
L'artiste est régulièrement désigné « Desruet » ou « Desruetz » dans les documents d'archive, ce qui légitime l'orthographe modernisée « Déruet » et non « Deruet ». 

## La vie et l'œuvre
Déruet fut un apprenti de Jacques Bellange, peintre de cour officiel du duc Charles III de Lorraine. Il étudie ensuite à Rome pendant un temps, où il peint notamment un portrait du samouraï Hasekura Tsunenaga, en ambassade en Europe en 1615.
Déruet est anobli en 1621, et fait chevalier de l'Ordre de Saint-Michel en 1645 par Louis XIII. Déruet possédait une luxueuse résidence à Nancy, appelée La Romaine, où Louis XIII et la reine ont séjourné en 1633.
Claude Lorrain fut durant un an, en 1625-1626, un apprenti de Claude Déruet.
Déruet va utiliser le thème de la femme guerrière, fréquent en Europe à l'époque : il s'agit, « à travers une mythologie guerrière, de glorifier l'héroïne téméraire et la cavalière hardie qui enhardissent la littérature romanesque et théâtrale ». Déruet a utilisé ce thème, notamment vers 1619 (suite de quatre toiles aujourd'hui au musée des Beaux-Arts de Strasbourg) puis vers 1627-1630 (suite de quatre toiles, deux aujourd'hui au musée Jeanne-d'Aboville de La Fère, Le Duel et La Rescousse, deux au Metropolitan Museum of Art de New York) ».
« …Le thème, de la femme guerrière alliant la violence sanguinaire à de faciles délicatesses, popularisé, entre autres, par les grands textes antiques, fut souvent repris par les artistes à la charnière des XVIe et XVIIe siècles. Déruet semble même s'en être fait une sorte de spécialité. Le sujet lui permettait d'innombrables variations décoratives, comme on peut en juger ici, où ces fameuses amazones confirment par ailleurs la formation italienne du peintre. L'apport de Florence est, en effet, frappant à travers la fantaisie des costumes notamment, mais aussi à travers les attitudes des chevaux variées et intéressantes… »
Les travaux de Déruet étaient parfois jugés peu explicites : ainsi, lorsque La Fontaine visita le château de Richelieu en 1663, et se trouva devant sa série des quatre tableaux (les Quatre éléments), il eut ce commentaire :
« On y voit que des feux d’artifice, des courses de bagues, des carrousels, des divertissements, des traîneaux et autres gentillesses semblables. Si vous me demandez ce que tout cela signifie, je vous répondrai que je n’en sais rien. »
Ses œuvres connues ou correctement identifiées sont peu nombreuses et dispersées (France, Allemagne, Belgique, Italie...) en dehors des grands tableaux conservés au musée des Beaux-Arts d'Orléans provenant du château de Richelieu, des séries d’amazones du musée des Beaux-Arts de Strasbourg et du musée Jeanne d'Aboville de La Fère, et d’un important ensemble abrité dans les collections du musée lorrain.

## Quelques œuvres
Les pays, villes et noms d'institutions sont classés par ordre alphabétique, les œuvres par date.

### Allemagne
- Mayence, musée régional : Le calvaire, huile sur cuivre[3].
- Munich, Alte Pinakothek, Bayerische Staatsgemäldegalerie : L’Enlèvement des Sabines, huile sur toile[3].

### Belgique
- Bruxelles, musées royaux des Beaux-Arts : L'Enlèvement des Sabines, huile sur toile.

### États-Unis
- New York, Metropolitan Museum of Art :
  - Le Départ des Amazones, huile sur toile, 50,8 × 66 cm[1] ;
  - Le triomphe des Amazones, huile sur toile, 51,4 × 66 cm[1].

### France
- Chartres, musée des Beaux-Arts :
  - Chasse d'Anne d'Autriche (La chasse de la duchesse Nicole de Lorraine ou l’allégorie de l’air), toile, 134 × 214 cm,  ; provenant du château de Baronville, le tableau est une répétition du précédent[4],[5].

- La Fère, musée Jeanne-d'Aboville :
  - Le Duel, vers 1627 – 1630, huile sur toile[3] ;
  - La Rescousse, vers 1627-1630, huile sur toile[3].

- Nancy
  - Bibliothèque municipale : Couple à cheval (Mars et Minerve), estampe, eau-forte[3].
  - Musée des Beaux-Arts : Conversion de guerriers turcs, estampe, plume et encre brune, lavis[3].
  - Musée lorrain :
    - La Carrière de Nancy (La Carrière ou Rue Neuve), estampe, eau-forte[3] ;
    - Le Palais ducal, 1641, estampe, eau-forte[3] ;
    - Triomphe de son altesse Charles IV, estampe, eau-forte[3] ;
    - Le Banquet des Amazones, huile sur toile[3] ;
    - L’Amazone à cheval, estampe, eau-forte[3].

- Orléans, musée des Beaux-Arts :
  - L’Air, 1630-1632, huile sur toile, 109,5 x 259 cm[6];
  - La Terre, 1641-1645, huile sur toile, 113,5 x 421 cm[7];
  - Le Feu, 1641-1645, huile sur toile, 116 x 259,5 cm[3],[8];
  - L’Eau, 1641-1645, huile sur toile, 115,5 x 230 cm[9];
  - Portrait du Dauphin de France Louis (1638-1715), 1642, huile sur toile, 50,3 x 39,2 cm[10].

- Paris, musée du Louvre :
  - La Bataille entre les Amazones et les Grecs, huile sur toile, 89 × 115 cm.

- Rodez, musée Fenaille : 
  - L'Annonciation, huile sur bois (grisaille, peinture monochrome en camaïeu de gris)[11].

- Strasbourg, musée des Beaux-Arts :
  - Le Portrait de Julie d'Angennes (en costume d'Astrée), huile sur toile[3] ;
  - La Guerre des Amazones, le duel, vers 1619, huile sur toile, 50 × 67 cm[1].
  - La Guerre des Amazones, le triomphe, vers 1619, huile sur toile, 50 × 67 cm[1].
  - Le Départ, huile sur toile[3].
  - La Rescousse, huile sur toile[3].

- Versailles, château :
  - Marie de Rohan-Montbazon (1600-79), duchesse de Chevreuse, en Diane chasseresse, huile sur toile, 195 × 240 cm ;
  - Allégorie du Mariage de Louis XIV (1638-1715), huile sur toile, 115 × 98 cm.

### Italie
- Rome, galerie Borghèse :
  - L'Assunta - La Vierge de l'Assomption[a] ;
  - Portrait de Hasekura durant son voyage à Rome en 1615.

### Collections privées
- Portrait d'un noble (duc de Buckingham) à cheval, huile sur toile, 251,5 × 266,8 cm[12] ;
- Portrait de femme, huile sur toile, 26 × 31 cm.

- Portrait de Louis XIV enfant, vers 1641-1642.
- Madame de Saint-Baslemont de Neuville en uniforme militaire.

Œuvres de Claude Déruet
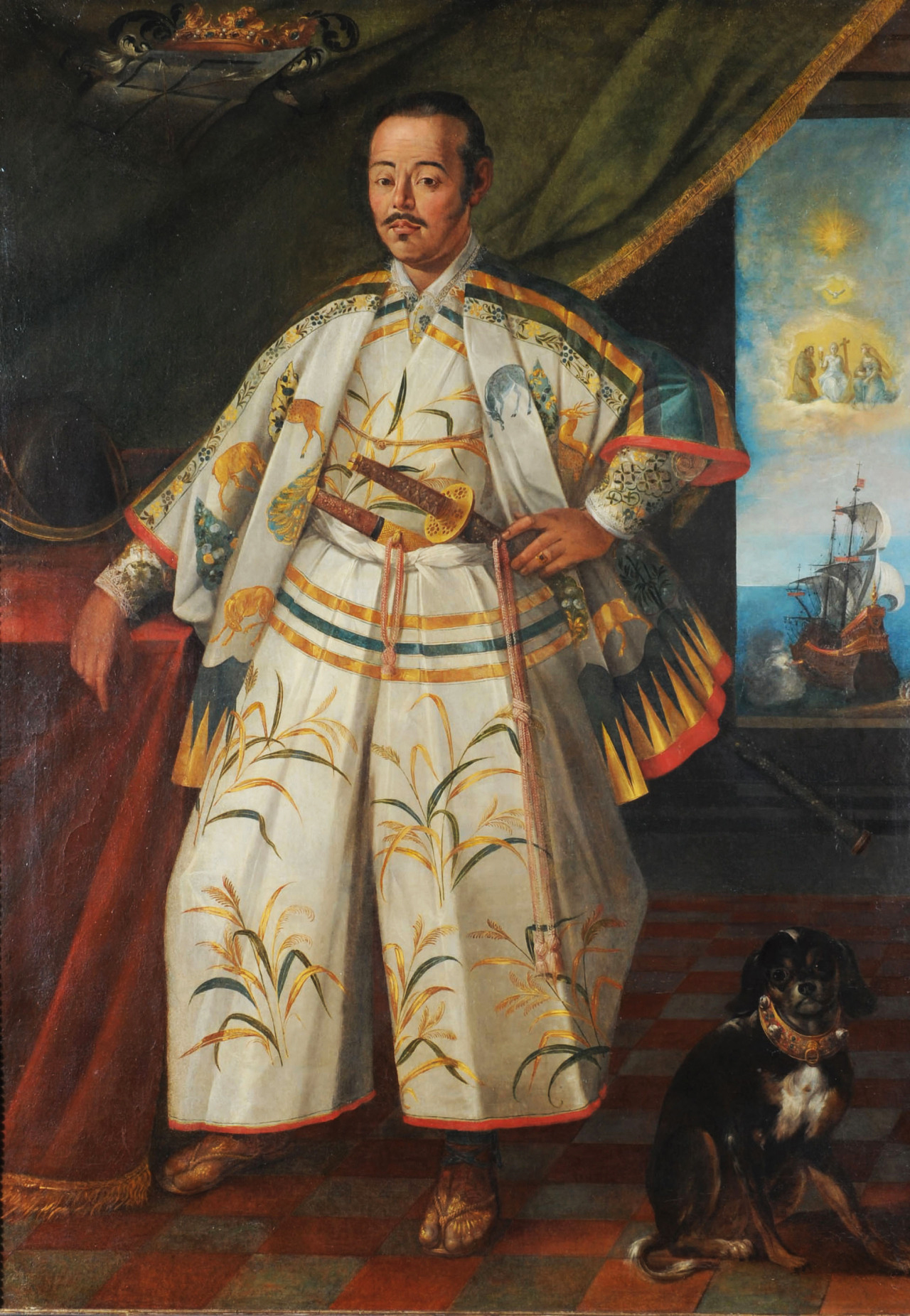
Hasekura Tsunenaga à Rome, 1615.
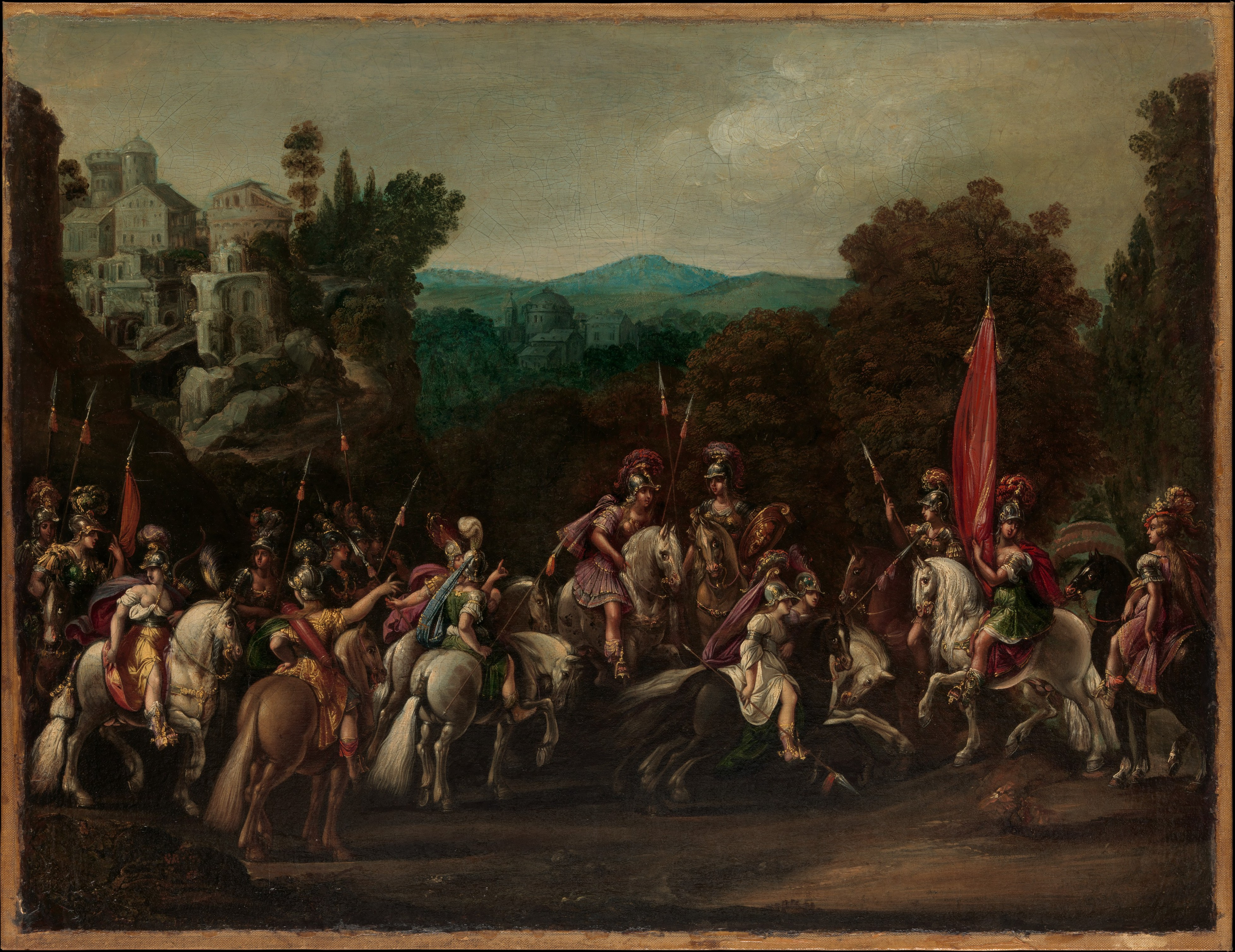
Le Triomphe des amazones, années 1620, Metropolitan Museum of Art, New York.
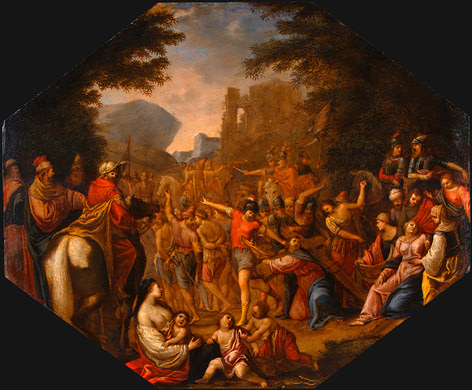
Le Calvaire, 1620.
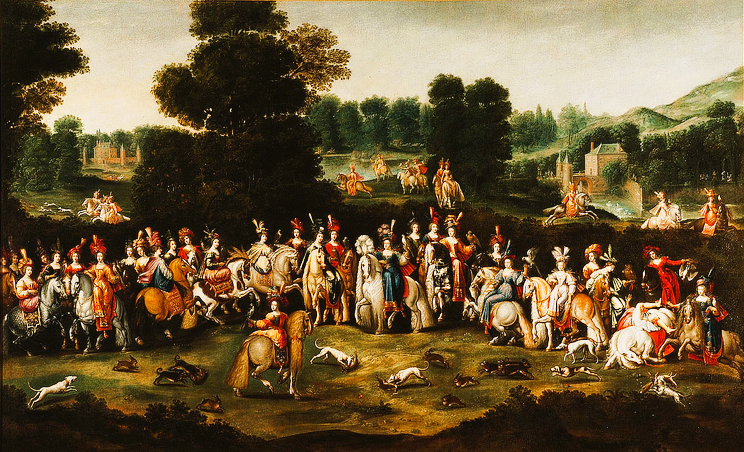
Chasse de la duchesse Nicole de Lorraine ou allégorie de l'air, c. 1625, musée des Beaux-Arts de Chartres.
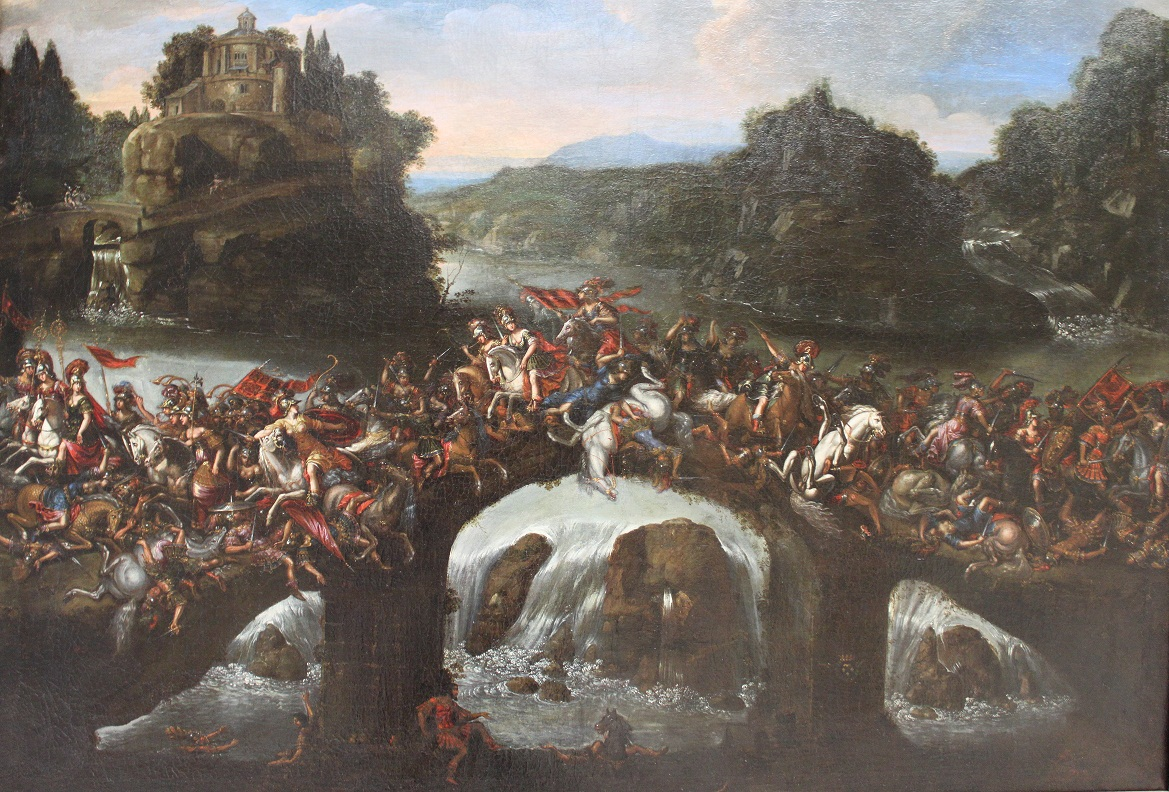
La Bataille entre les Amazones et les Grecs, 1630, musée du Louvre, Paris.